# Senator
Ten artykuł należy dopracować:

przedstawiono sytuację tylko z polskiej perspektywy – artykuł powinien być przekrojowy.
Pomóż go poprawić. Na stronie dyskusji mogą znajdywać się pomocne komentarze.

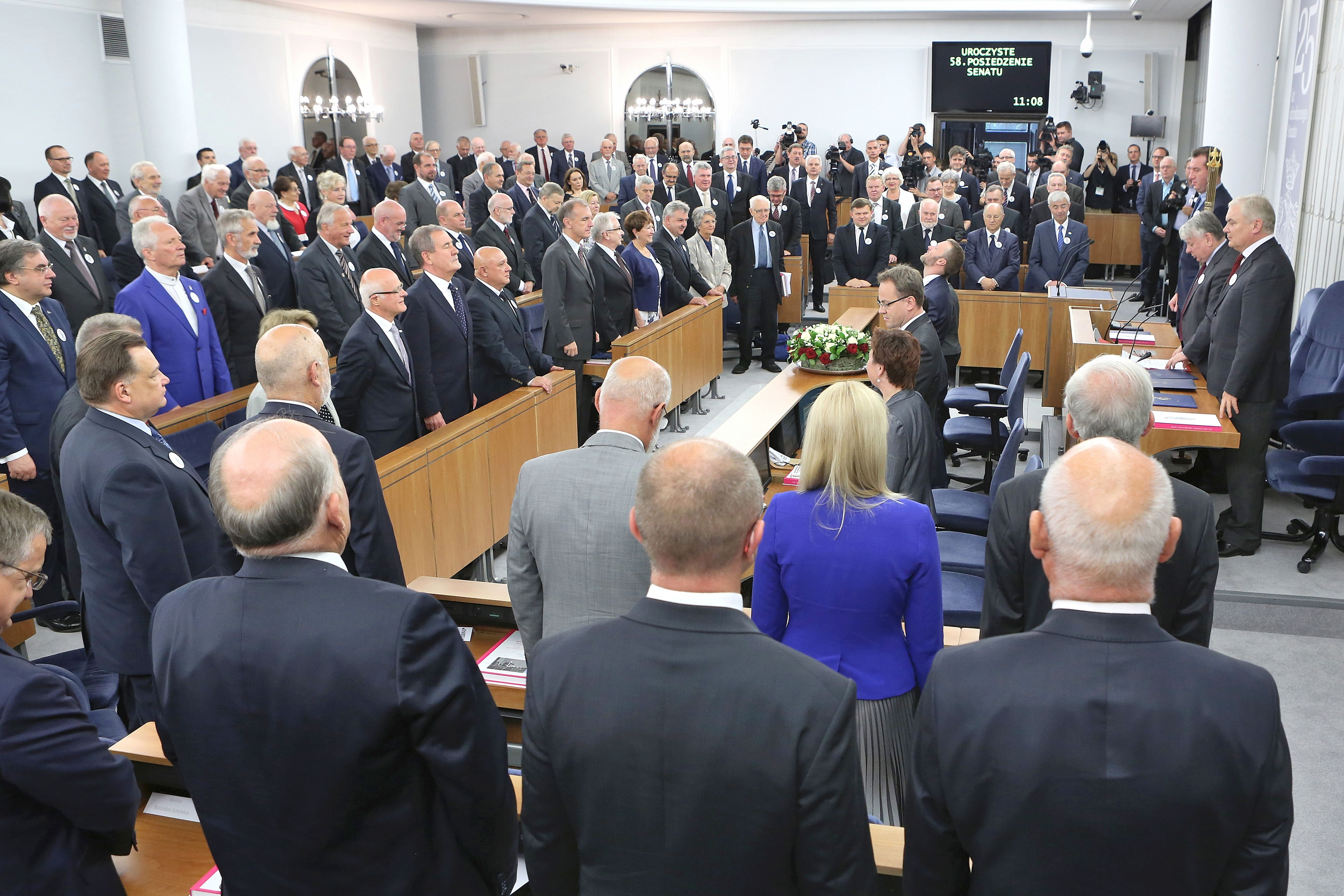
Senatorowie

Senator – deputowany, członek parlamentu. Instytucja mająca korzenie w Senacie z okresu starożytnego Rzymu. W Polsce senator jest członkiem Senatu, izby wyższej Parlamentu.

## Senatorowie w Polsce
Senatorem w Polsce może być obywatel, który ukończył 30 lat i ma bierne prawo wyborcze. O ważności wyborów rozstrzyga Sąd Najwyższy. Zgodnie z art. 277 Kodeksu wyborczego Państwowa Komisja Wyborcza wręcza nowo wybranym senatorom zaświadczenia o wyborze.
Obowiązkiem senatora jest złożenie ślubowania przed Senatem RP, branie udziału w pracach Senatu na posiedzeniach plenarnych i w komisjach oraz utrzymywanie kontaktu z wyborcami.
Senatorowi przysługuje immunitet (nietykalność), prawo do diet, bezpłatnych przejazdów, urlopu na czas kadencji z zachowaniem ciągłości pracy. W odróżnieniu od posłów senatorom nie przysługuje prawo interpelacji ani prawo do inicjatywy ustawodawczej (gdyż ta przysługuje Sejmowi); wniosek o podjęcie inicjatywy ustawodawczej może złożyć grupa 10 senatorów bądź komisja senacka.
Senatorowie są zorganizowani w Senacie w kluby i koła senatorskie. Regulamin Senatu ustala minimalną liczebność klubu na 7 senatorów, do utworzenia koła potrzeba 3 senatorów.

### Mandat senatora
Mandat senatora to (w prawie konstytucyjnym i tradycyjnie) pełnomocnictwo udzielone osobie sprawującej funkcję pochodzącą z wyboru. Obecnie jest to określenie całokształtu praw i obowiązków senatora.
Funkcja parlamentarzysty jest czasochłonna i nie może być łączona z innymi zajęciami, które także stanowią istotne obciążenie, albo które mogłyby negatywnie wpływać na niezależność deputowanego. Mechanizmem, który to zapewnia, jest tzw. niepołączalność mandatu senatora z określonymi funkcjami lub z określonym zatrudnieniem.
Mandatu Senatora Rzeczypospolitej Polskiej nie można łączyć z funkcją:
- Prezydenta Rzeczypospolitej Polskiej;
- Posła na Sejm Rzeczypospolitej Polskiej, Posła do Parlamentu Europejskiego;
- Prezesa Narodowego Banku Polskiego, Najwyższej Izby Kontroli;
- Rzecznika Praw Obywatelskich, Rzecznika Praw Dziecka i ich zastępców;
- członka Rady Polityki Pieniężnej, Krajowej Rady Radiofonii i Telewizji;
- sędziego, prokuratora;
- urzędnika służby cywilnej, funkcjonariuszy m.in. Policji, Służby Ochrony Państwa, Państwowej Straży Pożarnej, służb specjalnych i żołnierza w czynnej służbie wojskowej;
- wojewody, radnego samorządowego, wójta, burmistrza, prezydenta miasta;
- ambasadora.
- konsula

Mandat Senatora Rzeczypospolitej Polskiej można łączyć z funkcją:
- Prezesa Rady Ministrów;
- członka Rady Ministrów, ministra.

Mandat Senatora Rzeczypospolitej Polskiej wygasa wskutek śmierci, zrzeczenia się, utraty prawa wybieralności lub stwierdzenia nieważności wyboru.

### Obowiązki senatora
Obowiązki senatora i jego uprawnienia uregulowane są szczegółowo przez przepisy prawne: Konstytucję RP, ustawy – wśród nich przede wszystkim przez ustawę o wykonywaniu mandatu posła i senatora – oraz Regulamin Senatu.
Senator ma obowiązek czynnego uczestniczenia w posiedzeniach Senatu oraz organów Senatu (komisji senackich, Prezydium Senatu, Konwentu Seniorów). Jeżeli senator narusza ten obowiązek i opuszcza bez usprawiedliwienia posiedzenia albo jest obecny na posiedzeniu, ale nie bierze udziału w głosowaniu, to obniżane są świadczenia pieniężne, które otrzymuje za dany miesiąc. Na posiedzeniach plenarnych senator może zabrać głos w omawianej przez Senat sprawie, zgłaszać wnioski do dyskutowanej przez Senat ustawy i uchwały (proponować jej odrzucenie, przyjęcie bez poprawek albo wnosić do jej tekstu poprawki), zgłaszać tzw. wnioski formalne (np. ogłoszenie przerwy, ograniczenie czasu przemówień) oraz wnioski dotyczące porządku obrad. Jeżeli senator przedstawiał na posiedzeniu Senatu stanowisko komisji senackiej w sprawie rozpatrywanej ustawy, to po ostatecznym jej rozpatrzeniu przez Senat ma obowiązek uczestniczenia w posiedzeniach odpowiednich komisji sejmowych, na których wyjaśnia przyjęte przez Senat stanowisko.
Senator ma również obowiązek zgłoszenia swojej kandydatury przynajmniej do jednej stałej komisji senackiej. Jeżeli chce pracować w więcej niż dwóch komisjach, musi uzyskać zgodę Prezydium Senatu. W komisji senator ma prawo zabierać głos w sprawach przewidzianych porządkiem obrad, zgłaszać wnioski do rozpatrywanych aktów prawnych, zgłaszać uwagi i propozycje do pracy komisji i trybu jej obrad. Senator może także brać czynny udział w pracach każdej innej komisji, której nie jest członkiem, ale nie może wtedy uczestniczyć w głosowaniu.
Senator wykonuje swoje obowiązki nie tylko w parlamencie, ale także w swoim okręgu wyborczym i w innych miejscach na terenie kraju, a także za granicą. Wiąże się to z koniecznością odbywania częstych podróży, przede wszystkim przyjazdu (kilka razy w miesiącu) na posiedzenia Senatu i komisji senackich. Dlatego też senatorowi przysługują bezpłatne przejazdy komunikacją miejską, a także środkami transportu publicznego (PKP, PKS) oraz bezpłatne bilety na samoloty na terenie kraju.